# Delfo Bellini
Delfo Bellini (13. leden 1900, Rivarolo, Italské království – 13. září 1953, Pavia, Itálie) byl italský fotbalový obránce. Jeho skutečné příjmení bylo Bellino, ale na matričním úřadu si podal žádost o změnu. Jeho registrované jméno znělo Antonio Giovanni Battista Delfo.
Fotbalovou kariéru začal v AC Sampierdarenese, kde hrál tři roky. Do Janova odešel v roce 1922. Tam získal dva tituly v lize (1922/23 a 1923/24). V roce 1925 odešel na dvě sezóny do Interu. Pak se vrátil na sezónu do Janova a kariéru zakončil v roce 1930 v dresu La Dominante.
Za reprezentaci odehrál osm utkání. Vlastní bronzovou medaili z OH 1928, kde byl nominován.

## Hráčské úspěchy

### Klubové
- 2× vítěz italské ligy (1922/23, 1923/24)

### Reprezentační
- 1x na OH (1928 – bronz)